# Église Saint-Pierre de Cette
Pour les articles homonymes, voir Église Saint-Pierre.
L'église Saint-Pierre de Cette est une église catholique située à Cette-Eygun, en France.

## Localisation
L'église est située dans le département français des Pyrénées-Atlantiques, sur la commune de Cette-Eygun.

## Historique
L'église fut construite au XIIe siècle, rénovée au XVIIe siècle ; elle possède des fresques estimés du XVe siècle ; son retable date du XVIIIe siècle.
L'édifice est inscrit au titre des monuments historiques en 1999.